# Mùa hè chiều thẳng đứng
Mùa hè chiều thẳng đứng é um filme de drama vietnamita de 2001 dirigido e escrito por Tran Anh Hung. Foi selecionado como representante do Vietnã à edição do Oscar 2002, organizada pela Academia de Artes e Ciências Cinematográficas.

## Elenco
- Tran Nu Yen Khe - Lien (Liên)
- Nguyễn Như Quỳnh - Suong (Sương)
- Le Khanh - Khanh (Khanh)
- Ngo Quang Hai - Hai (Hải)
- Chu Hung - Quoc (Quốc)
- Tran Manh Cuong - Kien (Kiên)
- Le Tuan Anh - Tuan (Tuấn)
- Le Ngoc Dung - Huong (Hương)
- Do Thi Hai Yen